# مجزرة القبير
مجزرة القبير، كما تُعرف أيضًا باسم مجزرة حماة 2012، حدثت في قرية القبير الصغيرة قرب مدينة حماة في سوريا، في 6 يونيو 2012 خلال الحرب الأهلية الجارية في البلاد. تعرف القبير كقرية زراعية مُعظم سكانها من المسلمين السُنَّة ومحاطة بقرى يقطنها علويون وسط محافظة حماة. القبير مزرعة صغيرة في ريف حماة تقع بجانب بلدة معرزاف وتقع شمالي غربي مدينة حماة على بعد 20 كم وجنوب مدينة محردة 2 كم، وتسكنها ثلاث عائلات وهي (اليتيم، العلوان، الفارس). وقال الأمين العام للأمم المتحدة بان كي مون لمجلس الأمن الدولي إنه وفقًا للأدلة الأولية، فإن القوات طوقت القرية ثُم دخلت ميليشيات الشبيحة المُوالية للحكومة القرية وقتلت المدنيين «بوحشية».
وذكر نشطاء وشهود عيان أن العديد من المدنيين، بمن فيهم الأطفال، قُتلوا على أيدي ميليشيات الشبيحة وقوات الأمن، في حين قالت الحكومة السورية إن تسعة أشخاص قتلوا على أيدي «الإرهابيين». كما زعم المجلس الوطني السوري أن 35 من القتلى كانوا من عائلة اليتيم نفسها وأكثر من نصفهم من النساء والأطفال.
وأشار الناشطون إلى أن تم الهجوم على جميع منازل القبير وقتل سُكانها ذبحًا بالسكاكين وحرقوا المنازل بمن فيها، وأربعة أشخاص فقط بقوا على قيد الحياة بعد المجزرة في القبير، مُضيفًا أن جيش النظام اختطف عددًا من الشبان وجثث بعض الضحايا.

## أحداث
أفاد ناشطون أن القرية تعرضت في البداية للقصف من قبل قوات الأمن الحكومية، قبل أن يتدخل الشبيحة ليقتلوا المدنيين بإطلاق النار من مسافة قريبة والطعن. وصُدر بيان حكومي نقله التلفزيون السوري وقال «ما أوردته بعض وسائل الإعلام بشأن ما حدث في القبير بمنطقة حماة باطل تمامًا.» وكان التلفزيون الرسمي قد ذكر في وقت سابق أن قوات الأمن تشن هجومًا على «معقل إرهابي مسلح» في القرية.

## ردود فعل
سورية
- سوريا نفى مصدر رسمي سوري في محافظة حماة، فجر الخميس، الاتهامات بارتكاب وحصول مجزرة في مزرعة القبير في ريف حماة أمس الأربعاء، مؤكداً أن هذه الأنباء «عارية عن الصحة تماما». وأضاف التلفزيون السوري أن «مجموعة إرهابية مسلحة ارتكبت جريمة مروعة في مزرعة القبير في ريف حماة ذهب ضحيتها 9 مواطنين من النساء والأطفال.»[8] نفى مندوب سوريا في الأمم المتحدة بشار الجعفري صحة الصور التي نشرتها وسائل الإعلام قائلًا: «إن ما نشر من صور ليست صوراً لضحايا ما قيل إنها مجزرة في القبير.»[9]
- المعارضة السورية قال المسؤول الإعلامي في المجلس الوطني السوري محمد سرميني: «هناك حوالى 100 قتيل في قريتي القبير ومعزراف بعضهم قتلوا بالسكاكين، وبينهم 20 طفلاً و20 امرأة"، مُتهمًا قوات النظام السوري وشبيحته بارتكاب هذه المجزرة.»[10]

دولية
- الأمم المتحدة أدان الأمين العام بان كي مون المجزرة ووصفها بأنها «مُروعة ومُثيرة للاشمئزاز» و«وحشية لا تُوصف».[11] وذكر بأن النظام السوري «فقد إنسانيته ولم يعد لديه أي شرعية».[12]
- الاتحاد الأوروبي: نددت وزيرة خارجية الاتحاد الأوروبي كاترين أشتون بالمجزرة، مؤكدة أنها جريمة «لا تغتفر» ومطالبة «بتحقيق كامل» في هذه «الجرائم المروعة».
- أستراليا أدانت رئيس الوزراء الأسترالية جوليا غيلارد هذه المجزرة وقالت «سنواصل العمل مع بقية العالم للضغط على سوريا لوقف العنف.»[13]
- ألمانيا قال المتحدث باسم الحكومة الألمانية شتيفين زايبرت في 8 يونيو 2012 إن ألمانيا «صُدمت» من المجزرة السورية الأخيرة، وقال بأن بشار الأسد «فقد شرعيته بشكل كامل»، وقال بأن «من غير المعقول أن يتم التوصل إلى حل سياسي، وإنهاء الصراع بوجود الأسد على رأس الحكم».[14]
- إيطاليا حذرت إيطاليا من أن سياسات الأسد تخاطر بخلق «إبادة جماعية» إذا لم تُتخذ إجراءات سريعة لوقفه عن هذه المجازر.[15]
- لبنان ندد زعيم كتلة المستقبل اللبنانية النائب فؤاد السنيورة بمجزرة القبير ودعا روسيا إلى إعادة النظر في موقفها من الأزمة السورية.[16]
- مالطا أدان وزير الخارجية المالطي طونيو بورغ المجزرة وقال «إن الحكومة السورية غير مُستعدة لوقف العنف.»[17]
- الصين أدان المُتحدث باسم وزارة الخارجية الصينية ليو ويمين وقال بأن «بكين تدين بشدة مقتل المدنيين الأبرياء وتدعو إلى معاقبة الجناة.»[18]
- السعودية طالب عبد اللطيف سلام، نائب رئيس البعثة السعودية لدى الأمم المتحدة، في كلمة ألقاها أمام الجمعية العامة للأمم المتحدة في 8 حزيران/يونيو 2012، من المجتمع الدولي أن يتحمل مسؤولياته لوضع حد لإراقة الدماء في سوريا.[19]
- تركيا أكد رئيس الوزراء أردوغان أن تركيا لن تلتزم الصمت أبدًا في مواجهة مجازر القتل الجماعي في سوريا، مُذكرًا بالمجازر التي حصلت في محافظة حماة وأن الأسد سيغادر البلاد عاجلاً أم آجلاً وهو الآن يستعد لنهايته. وأضاف «أنت تعرف بالفعل الدول التي تساعده.»[20]
- بريطانيا وصف رئيس الوزراء البريطاني ديفيد كاميرون المجزرة بأنها «وحشية ومقززة» وطالب المُجتمع الدولي إلى اتخاذ إجراء ضد بشار الأسد لعزله، وذكر بأن لو كانت المعلومات صحيحة حول المجزرة فأن هذا دليلاً على أن «نظام الأسد غير شرعي على الإطلاق ولا يُمكنه البقاء»[21]
- الولايات المتحدة وصفت وزيرة الخارجية الأمريكية هيلاري كلينتون هذا العنف بأنه «غير معقول.» وقالت بأن «الرئيس السوري بشار الأسد يجب أن يترك السلطة.»[4]